# PolicyKit
PolicyKit – zestaw narzędzi do tworzenia aplikacji, służący do kontroli przywilejów systemowych w systemach uniksowych. Dostarcza on możliwość komunikacji procesom nieuprzywilejowanym z uprzywilejowanymi (wykonywanymi z uprawnieniami administratora). Różni się od systemów jak sudo. Nie przyznaje uprawnień administratora (roota) dla całego procesu, ale raczej udostępnia mu wyższy poziom kontroli. Jest rozwijany przez projekt freedesktop.org.
PolicyKit jest wykorzystywany m.in. w Ubuntu (od wersji 8.04), Fedorze (od wersji 8) i OpenSUSE (od wersji 10.3)